# Форт Пир (Јужна Дакота)
Форт Пир (енгл. Fort Pierre) град је у америчкој савезној држави Јужна Дакота.

## Демографија
По попису из 2010. године број становника је 2.078, што је 87 (4,4%) становника више него 2000. године.
| Група             | 2000.         | 2010.         |
| Белци             | 1.834 (92,1%) | 1.848 (88,9%) |
| Афроамериканци    | 4 (0,2%)      | 6 (0,3%)      |
| Азијати           | 6 (0,3%)      | 4 (0,2%)      |
| Хиспаноамериканци | 8 (0,4%)      | 14 (0,7%)     |
| Укупно            | 1.991         | 2.078         |